# Municipio de Concepción Huista
Municipio de Concepción Huista är en kommun i Guatemala.   Den ligger i departementet Departamento de Huehuetenango, i den västra delen av landet, 170 km nordväst om huvudstaden Guatemala City.